# Japanese Academy Award/Bester Nachwuchsdarsteller
Seit der ersten Verleihung 1982 werden bei den Japanese Academy Awards die besten Darsteller, die erst vor kurzem ins Filmgeschäft eingetreten sind, in der Kategorie Bester Nachwuchsdarsteller (jap. 新人俳優賞, shinjin hayū shō) geehrt.
In dieser Kategorie gibt es keine Nominierungen und je fünf bis elf Preisträger. Es gibt keinen Darsteller, der den Preis in dieser Kategorie mehr als einmal erhalten hat. Allerdings wurden viele der Preisträger später in anderen Kategorien ausgezeichnet.
Die Filme sind nach dem Jahr der Verleihung aufgeführt.

## Preisträger und Nominierte

### 1982–1989
| Jahr | Preisträger          | für den Film                                      |
| ---- | -------------------- | ------------------------------------------------- |
| 1982 | Yūko Tanaka          | Der Dieb und die Geisha und Hokusai manga         |
| 1982 | Eri Ishida           | Enrai                                             |
| 1982 | Hiroyuki Sanada      | Makai tenshō, Hoero! Tekken und Bōkensha kamikaze |
| 1982 | Kazuko Kato          | Nantonaku crystal                                 |
| 1982 | Kiichi Nakai         | Rengo kantai                                      |
| 1982 | Kōichi Satō          | Seishun no mon                                    |
| 1983 | Misako Tanaka        | Daiamondo wa kizutsukanai                         |
| 1983 | Mitsuru Hirata       | Die Todestreppe                                   |
| 1983 | Yoshizumi Ishihara   | Kyōdan                                            |
| 1983 | Jun Miho             | Pinku no kaaten und Oh! Takarazuka                |
| 1983 | Satomi Kobayashi     | Tenkosei                                          |
| 1983 | Toshinori Omi        | Tenkosei                                          |
| 1984 | Tetta Sugimoto       | Hakujasho                                         |
| 1984 | Ichirōta Miyagawa    | Kazoku Game                                       |
| 1984 | Shōji Kaneko         | Ryuji                                             |
| 1984 | Nobuko Sendo         | Die Töchter des Hauses Makioka und Hakujasho      |
| 1984 | Tomoyo Harada        | Toki o kakeru shōjo                               |
| 1984 | Noriko Watanabe      | Tsumiki kuzushi                                   |
| 1985 | Yasuko Tomita        | Aiko 16-sai                                       |
| 1985 | Yuko Kazu            | Kesho                                             |
| 1985 | Hironobu Nomura      | Mein tēma                                         |
| 1985 | Shiori Sakura        | MacArthurs Kinder                                 |
| 1985 | Koji Kikkawa         | Sukanpin walk                                     |
| 1985 | Ryuzo Tanaka         | Umi ni furu yuki                                  |
| 1986 | Keisuke Yamashita    | Big magnum Kuroiwa sensei                         |
| 1986 | Yasuko Sawaguchi     | Godzilla – Die Rückkehr des Monsters              |
| 1986 | Yu Hayami            | Kids                                              |
| 1986 | Eisaku Shindō        | Ora Tokyo sa iguda                                |
| 1986 | Yutaka Enatsu        | Saigo no bakuto                                   |
| 1986 | Michiko Kohno        | Seburi monogatari                                 |
| 1987 | Tōru Nakamura        | Bi bappu haisukuru                                |
| 1987 | Kōjiro Shimizu       | Bi bappu haisukuru                                |
| 1987 | Hitomi Kuroki        | Keshin                                            |
| 1987 | Narumi Arimori       | Das Mädchen im Atelier                            |
| 1987 | Toshirō Yanagiba     | Minami e hashire, umi no michi o!                 |
| 1987 | Megumi Odaka         | Die Legende von der Mondprinzessin                |
| 1987 | Yuki Saito           | Yuki no dansho – jonetsu                          |
| 1988 | Masahiro Takashima   | Bu su                                             |
| 1988 | Masayuki Watanabe    | Chōchin                                           |
| 1988 | Michiru Akiyoshi     | Hikaru onna                                       |
| 1988 | Junkyu Moriyama      | Shinran: Shiroi michi                             |
| 1988 | Yōko Minamino        | Sukeban Deka – Der Film                           |
| 1989 | Rie Miyazawa         | Bokura no nanoka-kan sensō                        |
| 1989 | Hashinosuké Nakamura | Hoffnung und Schmerz                              |
| 1989 | Anna Nakagawa        | Das Blut der Seidenstraße                         |
| 1989 | Masaya Kato          | Marilyn ni aitai                                  |
| 1989 | Kumiko Goto          | Rabu sutori o kimini                              |
| 1989 | Naoto Ogata          | Yushun                                            |

### 1990–1999
| Jahr | Preisträger                    | für den Film                                                   |
| ---- | ------------------------------ | -------------------------------------------------------------- |
| 1990 | Kuroudo Maki                   | A un                                                           |
| 1990 | Kuniko Yamada                  | Kimi wa boku o sukininaru und Bakayarō! 2: Shiawase ni naritai |
| 1990 | Ayako Kawahara                 | Kitchen                                                        |
| 1990 | Eri Fukatsu                    | Mangetsu no kuchizuke                                          |
| 1990 | Kai Shishido                   | My Phoenix                                                     |
| 1990 | Masahiro Motoki                | Ni-ni-roku, Beppin no machi und Raffles Hotel                  |
| 1991 | Michitaka Tsutsui              | Bataashi kingyo                                                |
| 1991 | Taishū Kase                    | Inamura Jane                                                   |
| 1991 | Misa Shimizu                   | Isan sōzoku, Bakayarō! 3: Henna yatsura und Inamura Jane       |
| 1991 | Mika Muramatsu                 | Rimeinzu: Utsukushiki yuusha-tachi                             |
| 1991 | Hiroko Nakajima                | Sakura no sono                                                 |
| 1991 | Tetsuya Fujita                 | Shonen jidai                                                   |
| 1991 | Takeshi Yamato                 | Tekken                                                         |
| 1991 | Riho Makise                    | Tugumi und Tōkyō jōkū irasshaimase                             |
| 1991 | Hikaru Nishida                 | Yamada babaa ni hanataba o                                     |
| 1991 | Masanobu Takashima             | Yamada babaa ni hanataba o und Gojira tai Biorante             |
| 1992 | Hiroko Ōshima                  | Das Meer war ruhig                                             |
| 1992 | Arisa Mizuki                   | Chō shōjo Reiko                                                |
| 1992 | Hikari Ishida                  | Futari, Aitsu und Kamitsukitai/Dorakiyura yori ai-0            |
| 1992 | Chiharu Matsuyama              | Gokudō sensō: Butōha                                           |
| 1992 | Masatoshi Nagase               | Musuko, Asian Beat: I Love Nippon und Mo no shigoto            |
| 1992 | Emi Wakui                      | Liebe braucht keine Worte und Shushoku sensen ijonashi         |
| 1992 | Toshiaki Karasawa              | Oishii kekkon                                                  |
| 1992 | Keisuke Sano                   | Sensō to seishun                                               |
| 1992 | Tetsuya Bessho                 | Shin dosei jidai und Nami no kazudake dakishimete              |
| 1993 | Yuki Sumida                    | Bokuto kidan                                                   |
| 1993 | Toshiya Nagasawa               | Goh-hime                                                       |
| 1993 | Keiko Imamura und Sayaka Osawa | Gojira tai Mosura                                              |
| 1993 | Yoshiyuki Omori                | Gorotsuki, Seishun dendekedekedeke und Bokuto kidan            |
| 1993 | Etsushi Toyokawa               | Kira kira hikaru und Kacho shima kōsaku                        |
| 1993 | Yuri Nakae                     | Kiseki no yama                                                 |
| 1993 | Yoko Kuga                      | Netorare Sosuke                                                |
| 1993 | Naoki Hosaka                   | Patio                                                          |
| 1993 | Yasufumi Hayashi               | Seishun dendekedekedeke                                        |
| 1993 | Kiyotaka Nanbara               | Shichi-nin no otaku: cult seven                                |
| 1993 | Teruyoshi Uchimura             | Shichi-nin no otaku: cult seven                                |
| 1994 | Masato Hagiwara                | Gakko, Geburt eines Sektenpriesters und Wo liegt der Mond?     |
| 1994 | Nae Yuuki                      | Gakko                                                          |
| 1994 | Kyōko Toyama                   | Kōkō kyōshi                                                    |
| 1994 | Yumi Adachi                    | Rex: kyoryu monogatari                                         |
| 1994 | Goro Kishitani                 | Wo liegt der Mond?                                             |
| 1995 | Saki Takaok                    | Chushingura gaiden yotsuya kaidan                              |
| 1995 | Hinako Saeki                   | Mainichi ga natsuyasumi                                        |
| 1995 | Ryuuji Harada                  | Nihon ichi mijikai 'Haha' e no tegami                          |
| 1995 | Michiko Hada                   | Rampo                                                          |
| 1996 | Sae Isshiki                    | Kura                                                           |
| 1996 | Takashi Kashiwabara            | Love Letter                                                    |
| 1996 | Miki Sakai                     | Love Letter und Himeyuri no tō                                 |
| 1996 | Makiko Esumi                   | Maboroshi – Das Licht der Illusion                             |
| 1996 | Atsuro Watabe                  | Shizukana seikatsu                                             |
| 1997 | Masaaki Uchino                 | Haru                                                           |
| 1997 | Jun Toba                       | Boku wa benkyo ga dekinai                                      |
| 1997 | Yuki Amami                     | Countdown                                                      |
| 1997 | Masanobu Andō                  | Kids Return                                                    |
| 1997 | Ken Kaneko                     | Kids Return                                                    |
| 1997 | Tamiyo Kusakari                | Shall we dance?                                                |
| 1997 | Ayumi Ito                      | Yentown – Swallowtail Butterfly                                |
| 1997 | Maki Mizuno                    | Waga kokoro no ginga tetsudo: Miyazawa Kenji monogatari        |
| 1998 | Ryōko Hirosue                  | 20-seiki nosutarujia                                           |
| 1998 | Naomi Nishida                  | Himitsu no hanazono und Gakkō no kaidan 3                      |
| 1998 | Hinano Yoshikawa               | Setouchi munraito serenade und Deborah, the Rival              |
| 1998 | Tsunku                         | Sharan-Q no enka no hanamichi                                  |
| 1998 | Yoshino Kimura                 | Shitsurakuen                                                   |
| 1998 | Yoshinori Okada                | Tokimeki Memorial und Gendai ninkyoden                         |
| 1998 | Takaya Kamikawa                | Tōkyō yakyoku                                                  |
| 1999 | Maho Nonami                    | Ai o kou hito                                                  |
| 1999 | Tetsuya Kumakawa               | F                                                              |
| 1999 | Yuki Kuroda                    | Gakko III                                                      |
| 1999 | Rena Tanaka                    | Ganbatte ikimasshoi                                            |
| 1999 | Kumiko Aso                     | Dr. Akagi                                                      |
| 1999 | Mika Mifune                    | Yūjō                                                           |

### 2000–2009
| Jahr | Preisträger         | für den Film                                                      |
| ---- | ------------------- | ----------------------------------------------------------------- |
| 2000 | Issa Hentona        | Andoromedia                                                       |
| 2000 | Takako Uehara       | Andoromedia                                                       |
| 2000 | Ryuhei Matsuda      | Gohatto                                                           |
| 2000 | Maki Miyamoto       | Omocha                                                            |
| 2000 | Katsunori Takahashi | Salaryman Kintaro                                                 |
| 2000 | Chizuru Ikewaki     | Ōsaka monogatari                                                  |
| 2001 | Yuta Kanai          | 15-Sai: Gakko IV                                                  |
| 2001 | Tatsuya Fujiwara    | Battle Royale                                                     |
| 2001 | Aki Maeda           | Battle Royale                                                     |
| 2001 | Tomoyasu Hotei      | Shin jingi naki tatakai                                           |
| 2001 | Kyōko Fukada        | School Day of the Dead                                            |
| 2002 | Yōsuke Kubozuka     | Go                                                                |
| 2002 | Kō Shibasaki        | Go                                                                |
| 2002 | Hitomi Manaka       | Koko ni irukoto                                                   |
| 2002 | Naoki Tanaka        | Minna no ie                                                       |
| 2002 | Akiko Yagi          | Minna no ie                                                       |
| 2002 | Mansai Nomura       | Onmyōji                                                           |
| 2002 | Saki Kagami         | Platonic Sex                                                      |
| 2002 | Satoshi Tsumabuki   | Waterboys                                                         |
| 2003 | Manami Konishi      | Amida-do dayori                                                   |
| 2003 | Yuhka               | Koi ni utaeba                                                     |
| 2003 | Kazushige Nagashima | Mr. Rookie                                                        |
| 2003 | Shido Nakamura      | Ping Pong                                                         |
| 2003 | Anne Suzuki         | Returner – Kampf um die Zukunft                                   |
| 2003 | Min Tanaka          | Tasogare Seibei                                                   |
| 2004 | Joe Odagiri         | Azumi                                                             |
| 2004 | Aya Ueto            | Azumi                                                             |
| 2004 | Naohito Fujiki      | G@me                                                              |
| 2004 | Hayato Ichihara     | Guuzen nimo saiaku na shounen                                     |
| 2004 | Masami Nagasawa     | Robokon                                                           |
| 2004 | Satomi Ishihara     | Watashi no guranpa                                                |
| 2005 | Yo Hitoto           | Kōhī jikō                                                         |
| 2005 | Mirai Moriyama      | Sekai no chūshin de, ai wo sakebu                                 |
| 2005 | Anna Tsuchiya       | Kamikaze Girls                                                    |
| 2005 | Yuta Hiraoka        | Swing Girls                                                       |
| 2005 | Juri Ueno           | Swing Girls                                                       |
| 2005 | Misaki Itō          | Umineko                                                           |
| 2006 | Maki Horikita       | Always san-chōme no yūhi                                          |
| 2006 | Mika Nakashima      | Nana                                                              |
| 2006 | Erika Sawajiri      | Pacchigi!                                                         |
| 2006 | Shun Shioya         | Pacchigi!                                                         |
| 2006 | Ryunosuke Kamiki    | Yōkai daisensō                                                    |
| 2007 | Kenta Suga          | Hanada shōnen-shi                                                 |
| 2007 | Muga Tsukaji        | Mamiya kyodai                                                     |
| 2007 | Mokomichi Hayami    | Rough                                                             |
| 2007 | Ken’ichi Matsuyama  | Otoko-tachi no yamato                                             |
| 2007 | Yū Aoi              | Hula Girls                                                        |
| 2007 | Rei Dan             | Love and Honor – Bushi no ichibun                                 |
| 2007 | Shizuyo Yamazaki    | Hula Girls                                                        |
| 2007 | Yui                 | Taiyō no Uta                                                      |
| 2008 | Eiji Wentz          |                                                                   |
| 2008 | Kento Hayashi       |                                                                   |
| 2008 | Haruma Miura        |                                                                   |
| 2008 | Yui Aragaki         |                                                                   |
| 2008 | Yayako Uchida       |                                                                   |
| 2008 | Kaho                |                                                                   |
| 2008 | Kie Kitano          |                                                                   |
| 2009 | Teppei Koike        | Hômuresu chûgakusei                                               |
| 2009 | Shôta Matsuda       | Ikigami                                                           |
| 2009 | Ayane Nagabuchi     | Mikimoto nôgyô kôkô, bajutsubu: Mokume no uma to shôjo no jitsuwa |
| 2009 | Ayaka Wilson        | Pako to mahô no ehon                                              |
| 2009 | Saki Fukuda         | Sakura no sono                                                    |

### 2010–2012
| Jahr | Preisträger        | für den Film                                                                             |
| ---- | ------------------ | ---------------------------------------------------------------------------------------- |
| 2010 | Junpei Mizobata    | Akai ito                                                                                 |
| 2010 | Daichi Watanabe    | Shikisoku zenereishon                                                                    |
| 2010 | Mirai Shida        | Dare mo mamotte kurenai                                                                  |
| 2010 | Nana Eikura        | Yomei 1-kagetsu no hanayome                                                              |
| 2010 | Airi Taira         | 20-seiki shônen: Dai 2 shô - Saigo no kibô, 20-seiki shônen: Saishû-shô - Bokura no hata |
| 2010 | Hiro Mizushima     | Doroppu                                                                                  |
| 2011 | Kento Nagayama     | Sofutoboi                                                                                |
| 2011 | Momoka Ôno         | Kinako: Minarai keisatsuken no monogatari                                                |
| 2011 | Riisa Naka         | Zeburâman: Zebura Shiti no gyakushû                                                      |
| 2011 | Shôhei Miura       | Za rasuto messêji: Umizaru                                                               |
| 2011 | Mana Ashida        | Gôsuto                                                                                   |
| 2011 | Takahiro Miura     | Reiruweizu: 49-sai de densha no untenshi ni natta otoko no monogatari                    |
| 2012 | Hiroki Hasegawa    | Sekando bâjin                                                                            |
| 2012 | Takaaki Nomi       | Saya-zamurai                                                                             |
| 2012 | Sea Kumada         | Saya-zamurai                                                                             |
| 2012 | Konomi Watanabe    | Yôkame no semi                                                                           |
| 2012 | Yûsuke Kamiji      | Manzai gyangu                                                                            |
| 2012 | Nanami Sakuraba    | Saigo no chuushingura                                                                    |
| 2012 | Kengo Kôra         | Keibetsu                                                                                 |
| 2013 | Emi Takei          | Rurouni Kenshin, Ai to Makoto, Kyō, Koi o Hajimemasu                                     |
| 2013 | Fumi Nikaidō       | Himizu, Lesson of the Evil                                                               |
| 2013 | Ai Hashimoto       | Kirishima, Bukatsu Yamerutte yo, Itoshi no Zashiki Warashi, Another                      |
| 2013 | Shōta Sometani     | Himizu, Lesson of the Evil                                                               |
| 2013 | Changmin (TVXQ)    | Ōgon o Daite Tobe                                                                        |
| 2013 | Masahiro Higashide | Kirishima, Bukatsu Yamerutte yo                                                          |
| 2013 | Tōri Matsuzaka     | Tsunagu, Kirin no Tsubasa, Kyō, Koi o Hajimemasu                                         |
| 2014 | Shioli Kutsuna     | Yurusarezaru Mono, Tsuya no Yoru Aru Ai ni Kakawatta, Onna Tachi no Monogatari           |
| 2014 | Haru Kuroki        | Fune o Amu, Sōgen no Isu                                                                 |
| 2014 | Mitsu Dan          | Amai Muchi                                                                               |
| 2014 | Kokone Hamada      | Oshin                                                                                    |
| 2014 | Gō Ayano           | Yokomichi Yonosuke, Natsu no Owari                                                       |
| 2014 | Masaki Suda        | Tomogui                                                                                  |
| 2014 | Gen Hoshino        | Hakoiri Musuko no Koi, Jigoku de Naze Warui                                              |
| 2014 | Tatsuki Yoshioka   | Shōnen H                                                                                 |
| 2015 | Mone Kamishiraishi | Maiko wa Lady                                                                            |
| 2015 | Nana Komatsu       | The World of Kanako                                                                      |
| 2015 | Rena Nōnen         | Hot Road                                                                                 |
| 2015 | Sōsuke Ikematsu    | Kami no Tsuki, Ai no Uzu, Bokutachi no Kazoku                                            |
| 2015 | Hiroomi Tosaka     | Hot Road                                                                                 |
| 2015 | Sōta Fukushi       | In the Hero, Kamisama no Iutoori, Sukitte Iinayo                                         |
| 2016 | Kasumi Arimura     | Biri Gal                                                                                 |
| 2016 | Tao Tsuchiya       | Orange                                                                                   |
| 2016 | Suzu Hirose        | Unsere kleine Schwester                                                                  |
| 2016 | Ryōko Fujino       | Solomon no Gishō                                                                         |
| 2016 | Atsushi Shinohara  | Koibitotachi                                                                             |
| 2016 | Yōjirō Noda        | Toire no Pieta                                                                           |
| 2016 | Kento Yamazaki     | Orange, Heroine Shikkaku                                                                 |
| 2016 | Ryōsuke Yamada     | Assassination Classroom                                                                  |